# Георгије Поп
Георгије Поп (XV век — XVI век) био је српски преписивач и илуминатор.

## Дело
Георгије Поп је између 1497. и 1509. исписао четворојеванђеље у Сланкамену и украсио га заставицама геометријског карактера. Овај рукопис се налази у манастиру Пиви.